# ریو آدبیسی
ریو آدبیسی (انگلیسی: Rio Adebisi؛ زادهٔ ۲۷ سپتامبر ۲۰۰۰) بازیکن فوتبال است.
از باشگاه‌هایی که در آن بازی کرده‌است می‌توان به باشگاه فوتبال کرو آلکساندرا و باشگاه فوتبال لیک تاون اشاره کرد.